# 羊孚
羊孚（4世紀—？），字子道，太山郡南城县（今山东省新泰市）人，中书郎羊绥第二子，东晋官员。

## 生平
羊孚在东晋历任太学博士、州别驾、太尉参军，虚龄四十六时去世。

## 其他
有次桓玄问羊孚：“为什么大家都喜欢吴地的歌呢？”羊孚说：“应当是因为它妩媚轻浮。”
有次谢混问羊孚：“为什么人们在器皿中推重瑚琏？”羊孚说：“一定是因为它是迎接神的器具。”
羊孚曾经写《雪赞》，文中说：“资清以化，乘气以霏。遇象能鲜，即洁成辉。”桓胤就把《雪赞》写在扇子上。
羊孚年轻时才智卓越，他和谢混关系很好。羊孚曾经在早上前往谢混家，还没吃饭，一会儿王恭的两个弟弟王熙和王爽来了。王家兄弟先前不认识羊孚，就座的时候脸色很难看，希望羊孚离开。羊孚不理睬他们，把脚架在几案上，无拘无束地吟咏顾盼。谢混和王家兄弟说了几句寒暄的话后，继续和羊孚清谈，王家兄弟才明白羊孚的神奇，于是就一起清谈。一会儿摆下饭菜，王家兄弟都顾不上吃饭，只是和羊孚清谈。羊孚却不怎么应对他们，只是大口吃饭。饭后羊孚要离开，王家兄弟苦苦挽留，羊孚却坚持要走，只说：“刚才没有遵命离去，是因为我腹中很饿。”
羊孚的弟弟羊辅娶王讷之的女儿王僧首为妻，等到王家见女婿的时候，羊孚送羊辅一起前往王家。当时王讷之的父亲东阳郡太守王临之还在世，殷仲堪是王临之的女婿，也在王家就坐。羊孚非常善于谈论玄学，于是就和殷仲堪谈论《庄子·齐物论》，殷仲堪率先发难，羊孚说：“您在四个回合后就与我的观点一致了。”殷仲堪笑着说：“要把自己的观点说清楚，何必一定相同。”四个回合后两人的观点果然一致了。殷仲堪赞叹说：“我再没有什么异议了。”殷仲堪对羊孚的卓绝才华感叹了很久。
元兴元年（402年）三月，桓玄前往京城建康，羊孚当时担任兖州别驾，从京口来拜见桓玄，他在拜函上写道：“近来世事纷扰，我内心郁闷。您在长夜中开启早晨的阳光，澄清百流归于同源。”桓玄看到此函，急忙呼唤羊孚来见，说：“子道，子道，你来得太晚了！”桓玄当即任命羊孚为太尉记室参军。孟昶当时担任刘牢之的主薄，到桓玄处来谢罪，见到羊孚说：“羊侯，羊侯，我一家百口的性命就靠您了。”
卞范之任丹阳尹时，羊孚从南州临时回京，来到卞范之那里，对他说：“下官疾病发作，坐不住。”卞范之打开帐子铺好被褥，羊孚径直上了大床，钻进被子后又要枕头。卞范之侧身坐着望着羊孚，从早晨直到晚上。羊孚离开时，卞范之对他说：“我像亲人一样对待你，你千万不要辜负我。”
羊孚死后，桓玄在给羊欣的信中说：“你的堂兄是值得信赖的人，暴病而死，天要亡我的感慨，哪里是语言所能表达的！”
桓玄将要篡位，他对卞范之说：“从前羊孚总是阻止我的这个想法。如今我失去了羊孚、索元这样的心腹和爪牙，匆匆作出篡位这种唐突之举，怎么会合乎天意？”

## 家庭

### 祖父
- 羊楷，尚书郎[1]

### 父亲
- 羊绥，中书郎[1]

### 兄弟
- 羊辅，东晋卫军功曹
- 羊玄保，刘宋散骑常侍、特进、定子